# Monothela ringens
Monothela ringens är en stekelart som beskrevs av Henry Keith Townes, Jr. 1970. Monothela ringens ingår i släktet Monothela och familjen brokparasitsteklar. Inga underarter finns listade i Catalogue of Life.